# Kloster Lieu-Croissant
Das Kloster Lieu-Croissant (Lieucroissant; Locus crescens; Les Trois Rois) ist eine ehemalige Zisterzienserabtei in der Region Franche-Comté in Frankreich. Es lag in der Gemeinde Geney rund 25 km südwestlich von Montbéliard und rund 7 km nördlich von L’Isle-sur-le-Doubs.

## Geschichte
Das Kloster wurde 1133 oder 1134 als Tochterkloster von Kloster Lützel (Lucelle) im Oberelsass gegründet und von lokalen Adeligen ausgestattet. Es gehörte damit der Filiation der Primarabtei Kloster Morimond an. Der Name leitet sich von dem Motto „Crescat in te pia semper locus iste Maria“ ab (vgl. Dieulacres Abbey). Seit dem 13. Jahrhundert wurde es in den Kriegen in der Franche-Comté wiederholt verwüstet, und die Mönche mussten sich mehrfach auf ihre elsässischen Besitzungen (Ollweiler bei Wuenheim und Soultz-Haut-Rhin) zurückziehen. Grangien des Klosters befanden sich in Sénargent, Liofans, Remofans, Blussans, Corcelles und Geney sowie im Elsass. 1425 lebten nur mehr 12 Mönche in dem Kloster. Das Kloster wurde 1475 durch die Truppen Ludwigs XI. und erneut im Bauernkrieg 1525 geplündert. Seit dem 16. Jahrhundert wurde es nach den Reliquien der Hl. Drei Könige, die sich 1164 für eine Nacht in dem Kloster befunden haben sollen, Les Trois Rois genannt. Im 17. Jahrhundert wurde es weitgehend zerstört, aber ab 1690 wieder aufgebaut. Im 18. Jahrhundert ließ die Klosterdisziplin nach. In der französischen Revolution fand es 1790 sein Ende. Die sieben verbliebenen Mönche wurden zerstreut, und die Gebäude wurden anschließend größtenteils niedergelegt. An der Stelle des Klosters befindet sich heute ein landwirtschaftliches Anwesen, in das Reste des Klosters verbaut sind.

## Bauten und Anlage
Verschiedene, meist verbaute Gebäude und Gebäudeteile, darunter eine Wand mit einem Kleeblattfenster und ein Grabstein, sind erhalten.